# یلس
یلس (به اسپانیایی: Yeles) یک شهرستان در اسپانیا است که در استان تولدو واقع شده‌است.

## خصوصیات
یلس ۲۰ کیلومترمربع مساحت و ۳٬۱۱۳ نفر جمعیت دارد و ۵۴۸ متر بالاتر از سطح دریا واقع شده‌است.